# Caramelo (VillaBanks, Shiva e Rvfv)
Caramelo è un singolo dei rapper italiani VillaBanks e Shiva e del cantante spagnolo Rvfv, pubblicato il 28 luglio 2023.

## Antefatti
Su come è nato il brano, VillaBanks ha spiegato:

## Tracce
Testi di Andrea Arrigoni, Francesco Avallone, Nicolas Cavenaghi, Rafael Ruiz Amador, Vieri Igor Traxler, musiche di Francesco Avallone, Nicolas Cavenaghi.
1. Caramelo – 3:33

## Classifiche
| Classifica (2023) | Posizione massima |
| ----------------- | ----------------- |
| Italia            | 78                |